# Karsten Friis Viborg
Karsten Friis Viborg (født 25. april 1813 på Frederiksberg, død 22. maj 1885 i Slagelse) var en dansk præst, kritiker og politiker.
Viborg var en søn af byfoged, justitsråd Jacob Wiborg og Cathrine, født Guldberg. Han kom 1825 i Nyborg Skole og blev 1830 dimitteret til Universitetet. Et par af de nærmest følgende år var han huslærer på Fyn, og 1837 underkastede han sig den teologiske embedsprøve. Allerede i studentertiden havde han syslet med æstetik og kunsthistorie, og 1838 debuterede han i litteraturen med en Kritik over de ved det kongl. Akademi for de skjønne Kunster offentlig udstillede Malerier, der senere blev efterfulgt af kritikker over kunstudstillingen i 1841 og 1844. I de første 4 måneder af 1843 redigerede han også Journal for Litteratur og Kunst. Hans indgående kritikker vakte en del opsigt i kunstnerkredse, og den første samling, i hvilken han også havde udviklet de æstetiske principper, der kommer til anvendelse i malerkunsten, blev drøftet i J.L. Heibergs afhandling om malerkunsten i dens forhold til de andre skønne kunster (Pros. Skrifter II, 251 f.). 1841 fik Viborg offentlig understøttelse til at undersøge fædrelandets kunstminder og kunstsamlinger som indledning til udarbejdelsen af en dansk kunsthistorie. I vinteren 1841-42 holdt han forelæsninger over den nordiske mytologi i dens forhold til kunsten, og 1843 vandt han magistergraden ved en fremstilling af Nordens mytologi for dannede læsere (oversat til tysk 1847), der viste hans åndrighed, men også den smagløshed, hvortil han kunne henfalde. 1846 skrev han anonymt dramaet Konning Volmer og Havfruen, der blev opført på Det Kongelige Teater.
1845 blev Viborg sognepræst for Rynkeby og Revninge på Fyn, og der blev han et med mund og pen virksomt medlem af den grundtvigske præstekreds på øen. Den såkaldte «Stigesag», da han og Vilhelm Birkedal holdt forsamling i et nabosogn, gav det endelige stød til sognebåndets løsning, og de to præster forsvarede deres handlemåde i skriftet Skal Præsten være Sognepave eller Menighedens Tjener?. 1857 begyndte han udgivelsen af sit livs hovedværk, en ny oversættelse og udlæggelse af de fire evangelier (fuldført 1862; 2. udgave 1872-73), der vandt stor udbredelse blandt kristelig vakte lægfolk. 1862 blev Viborg forflyttet til Sjælland som sognepræst ved Skt. Mikkel i Slagelse, og der fortsatte han også sin forfattervirksomhed, dels ved udgivelsen af prædikener (bl.a. prædikenen Folkeforsyndelsen og Folketugtelsen på Store Bededag 1864), dels ved nye fortolkningsarbejder. 1872 udkom hans bearbejdelse af sangenes sang, Hyrdebruden eller Salomos Højsang, omplantet paa Dansk, hvis på sine steder djærve realisme fremkaldte modsigelse fra dem, der holdt fast på den gængse allegoriske fortolkning af dette bibelske skrift. I Slagelse begyndte han også en fortolkning af Apostlenes Gerninger (1878), der dog ikke blev fuldendt.
I 1864 var han medlem af Rigsrådets Folketing som ombud for Sorø Amts 3. valgkreds (Slagelsekredsen), og i maj 1865 blev han genvalgt. På tinge spillede han ikke nogen betydelig rolle, men som præst på Fyn og i Slagelse var han meget påskønnet. Han var en livlig, i filosofisk og æstetisk retning højt dannet mand og vel hjemme i den hellige skrift, og derfor var han, især i præsteårene på Fyn, en meget skattet taler ved kirkelige møder. 1883 nødte svagelighed ham til at opgive præstestillingen, og 22. maj 1885 døde han i Slagelse, hvor han er begravet.
31. oktober 1845 havde han ægtet Laurine Krüger Ahlefeldt (28. juni 1815 – 30. august 1883), datter af den lokale godsejer grev Christian Johan Frederik Ahlefeldt-Laurvig(en) til Lundsgård (1789-1856, gift 1812 med komtesse Julie Louise Wedell-Wedellsborg, 1791-1877) og Helene Krüger.
Han er litograferet 1864 fra I.W. Tegner & Kittendorff efter fotografi af Just Hansen.